# Styletta camponoti
Styletta camponoti är en tvåvingeart som beskrevs av Brown 1988. Styletta camponoti ingår i släktet Styletta och familjen puckelflugor. Inga underarter finns listade i Catalogue of Life.